# Санкчуери (Тексас)
Санкчуери (енгл. Sanctuary) град је у америчкој савезној држави Тексас. По попису становништва из 2010. у њему је живело 329 становника.

## Демографија
Према попису становништва из 2010. у граду је живело 329 становника, што је 73 (28,5%) становника више него 2000. године.
| Група             | 2000.       | 2010.       |
| Белци             | 240 (93,8%) | 306 (93,0%) |
| Афроамериканци    | 0 (0,0%)    | 2 (0,6%)    |
| Азијати           | 0 (0,0%)    | 4 (1,2%)    |
| Хиспаноамериканци | 12 (4,7%)   | 11 (3,3%)   |
| Укупно            | 256         | 329         |